# Hermann Drechsler (Komponist)
Hermann Drechsler (* 30. November 1861 in Bremen; † 27. Dezember 1935 ebenda) war ein deutscher Liederkomponist.

## Leben und Werk
Hermann Drechsler war Sohn, Nachfolger als Geschäftsinhaber (1891) und Erbe (1912) des gleichnamigen Bremer Tabakfabrikanten. Er schrieb im Stil Hugo Wolfs und Richard Strauss’ besonders auf Texte von Detlev von Liliencron, Richard Dehmel und Otto Julius Bierbaum. Er schrieb ferner Salonstücke für Orchester und für Klavier.
Hermann Drechslers Sohn Karl Wilhelm Drechsler (1900–1961) war gleichfalls als Komponist tätig.